# ساروس خورشیدی ۱۳۴
ساروس ۱۳۴ دوره‌ای زمانی با چرخه‌ای حدود ۱۸ سال و ۱۱ روز و ۸ ساعت (تقریباً ۶۵۸۵ و یک سوم روز) است که شامل ۷۱ خورشیدگرفتگی می‌شود.

## رخدادها
| ساروس | عضو | تاریخ                        | زمان (بزرگ‌ترین) ساعت هماهنگ جهانی | نوع    | مکان طول و عرض جغرافیایی | گاما    | قدر    | گُستره (km) | مدت زمان (دقیقه: ثانیه) | منبع |
| ----- | --- | ---------------------------- | --------------------------------- | ------ | ------------------------ | ------- | ------ | ---------- | ----------------------- | ---- |
| ۱۳۴   | ۱   | ۲۲ ژوئن ۱۲۴۸                 | ۱۹:۰۹:۳۶                          | جزئی   | 65.2S 125.9W             | -1.5159 | 0.0223 |            |                         |      |
| ۱۳۴   | ۲   | ۴ ژوئیه ۱۲۶۶                 | ۲:۳۸:۳۰                           | جزئی   | 64.3S 111.8E             | -1.4464 | 0.1578 |            |                         |      |
| ۱۳۴   | ۳   | ۱۴ ژوئیه ۱۲۸۴                | ۱۰:۰۸:۱۸                          | جزئی   | 63.4S 10.4W              | -1.3779 | 0.2915 |            |                         |      |
| ۱۳۴   | ۴   | ۲۵ ژوئیه ۱۳۰۲                | ۱۷:۴۲:۳۰                          | جزئی   | 62.7S 133.4W             | -1.3129 | 0.4178 |            |                         |      |
| ۱۳۴   | ۵   | ۵ اوت ۱۳۲۰                   | ۱:۲۰:۲۱                           | جزئی   | 62.1S 102.9E             | -1.251  | 0.5375 |            |                         |      |
| ۱۳۴   | ۶   | ۱۶ اوت ۱۳۳۸                  | ۹:۰۳:۱۱                           | جزئی   | 61.6S 21.9W              | -1.1933 | 0.6482 |            |                         |      |
| ۱۳۴   | ۷   | ۲۶ اوت ۱۳۵۶                  | ۱۶:۵۲:۱۰                          | جزئی   | 61.2S 148.1W             | -1.141  | 0.7477 |            |                         |      |
| ۱۳۴   | ۸   | ۷ سپتامبر ۱۳۷۴               | ۰:۴۸:۰۷                           | جزئی   | 61S 84E                  | -1.0949 | 0.8345 |            |                         |      |
| ۱۳۴   | ۹   | ۱۷ سپتامبر ۱۳۹۲              | ۸:۵۱:۰۳                           | جزئی   | 61S 45.5W                | -1.0548 | 0.9092 |            |                         |      |
| ۱۳۴   | ۱۰  | ۲۸ سپتامبر ۱۴۱۰              | ۱۷:۰۰:۴۸                          | جزئی   | 61.1S 176.7W             | -1.0206 | 0.9718 |            |                         |      |
| ۱۳۴   | ۱۱  | ۹ اکتبر ۱۴۲۸                 | ۱:۱۸:۱۰                           | کامل   | 63S 61E                  | -۰٫۹۹۳  | ۱٫۰۲۸۱ | -          | ۱ دقیقه و ۳۰ ثانیه      |      |
| ۱۳۴   | ۱۲  | ۲۰ اکتبر ۱۴۴۶                | ۹:۴۲:۴۵                           | کامل   | 65.8S 56.8W              | -۰٫۹۷۱۸ | ۱٫۰۲۵۸ | ۳۸۶        | ۱ دقیقه و ۲۵ ثانیه      |      |
| ۱۳۴   | ۱۳  | ۳۰ اکتبر ۱۴۶۴                | ۱۸:۱۳:۱۳                          | کامل   | 68.9S 176E               | -۰٫۹۵۶  | ۱٫۰۲۲۵ | ۲۶۷        | ۱ دقیقه و ۱۴ ثانیه      |      |
| ۱۳۴   | ۱۴  | ۱۱ نوامبر ۱۴۸۲               | ۲:۴۹:۴۹                           | کامل   | 72.5S 44E                | -۰٫۹۴۵۷ | ۱٫۰۱۸۹ | ۲۰۳        | ۱ دقیقه و ۳ ثانیه       |      |
| ۱۳۴   | ۱۵  | ۲۱ نوامبر ۱۵۰۰               | ۱۱:۳۰:۳۱                          | کامل   | 76.4S 91.4W              | -۰٫۹۳۹۳ | ۱٫۰۱۵۶ | ۱۵۹        | ۰ دقیقه و ۵۲ ثانیه      |      |
| ۱۳۴   | ۱۶  | ۲ دسامبر ۱۵۱۸                | ۲۰:۱۴:۵۸                          | کامل   | 80.4S 128.7E             | -۰٫۹۳۶۵ | ۱٫۰۱۲۴ | ۱۲۵        | ۰ دقیقه و ۴۱ ثانیه      |      |
| ۱۳۴   | ۱۷  | ۱۳ دسامبر ۱۵۳۶               | ۴:۵۹:۲۰                           | کامل   | 84.5S 17.2W              | -۰٫۹۳۴۳ | ۱٫۰۰۹۸ | ۹۷         | ۰ دقیقه و ۳۳ ثانیه      |      |
| ۱۳۴   | ۱۸  | ۲۴ دسامبر ۱۵۵۴               | ۱۳:۴۵:۲۱                          | کامل   | 87.5S 159.2E             | -۰٫۹۳۴۱ | ۱٫۰۰۷۵ | ۷۵         | ۰ دقیقه و ۲۵ ثانیه      |      |
| ۱۳۴   | ۱۹  | ۳ ژانویه ۱۵۷۳                | ۲۲:۲۸:۳۵                          | مرکب   | 85.9S 54.1W              | -۰٫۹۳۲۸ | ۱٫۰۰۵۸ | ۵۷         | ۰ دقیقه و ۲۰ ثانیه      |      |
| ۱۳۴   | ۲۰  | ۲۵ ژانویه ۱۵۹۱               | ۷:۰۹:۲۲                           | مرکب   | 81.9S 150.6E             | -۰٫۹۲۹۸ | ۱٫۰۰۴۷ | ۴۵         | ۰ دقیقه و ۱۶ ثانیه      |      |
| ۱۳۴   | ۲۱  | ۴ فوریه ۱۶۰۹                 | ۱۵:۴۳:۴۳                          | مرکب   | 77.3S 7.2E               | -۰٫۹۲۲۴ | ۱٫۰۰۴۱ | ۳۷         | ۰ دقیقه و ۱۵ ثانیه      |      |
| ۱۳۴   | ۲۲  | ۱۶ فوریه ۱۶۲۷                | ۰:۱۳:۳۱                           | مرکب   | 72.3S 130.9W             | -۰٫۹۱۱۹ | ۱٫۰۰۴  | ۳۴         | ۰ دقیقه و ۱۵ ثانیه      |      |
| ۱۳۴   | ۲۳  | ۲۶ فوریه ۱۶۴۵                | ۸:۳۵:۰۶                           | مرکب   | 66.7S 94.3E              | -۰٫۸۹۵۶ | ۱٫۰۰۴۳ | ۳۴         | ۰ دقیقه و ۱۷ ثانیه      |      |
| ۱۳۴   | ۲۴  | ۹ مارس ۱۶۶۳                  | ۱۶:۴۸:۴۱                          | مرکب   | 60.5S 37.1W              | -۰٫۸۷۳۵ | ۱٫۰۰۴۹ | ۳۵         | ۰ دقیقه و ۲۱ ثانیه      |      |
| ۱۳۴   | ۲۵  | ۲۰ مارس ۱۶۸۱                 | ۰:۵۲:۵۹                           | مرکب   | 53.8S 165.3W             | -۰٫۸۴۴۵ | ۱٫۰۰۵۷ | ۳۷         | ۰ دقیقه و ۲۶ ثانیه      |      |
| ۱۳۴   | ۲۶  | ۳۱ مارس ۱۶۹۹                 | ۸:۴۸:۴۵                           | مرکب   | 46.8S 69.7E              | -۰٫۸۰۸۹ | ۱٫۰۰۶۵ | ۳۸         | ۰ دقیقه و ۳۲ ثانیه      |      |
| ۱۳۴   | ۲۷  | ۱۱ آوریل ۱۷۱۷                | ۱۶:۳۴:۴۰                          | مرکب   | 39.5S 52.1W              | -۰٫۷۶۶  | ۱٫۰۰۷۲ | ۳۹         | ۰ دقیقه و ۳۹ ثانیه      |      |
| ۱۳۴   | ۲۸  | ۲۳ آوریل ۱۷۳۵                | ۰:۱۱:۳۶                           | مرکب   | 32.2S 171W               | -۰٫۷۱۶۴ | ۱٫۰۰۷۷ | ۳۸         | ۰ دقیقه و ۴۴ ثانیه      |      |
| ۱۳۴   | ۲۹  | ۳ مه ۱۷۵۳                    | ۷:۳۹:۴۰                           | مرکب   | 24.9S 73E                | -۰٫۶۶۰۱ | ۱٫۰۰۷۹ | ۳۶         | ۰ دقیقه و ۴۸ ثانیه      |      |
| ۱۳۴   | ۳۰  | ۱۴ مه ۱۷۷۱                   | ۱۵:۰۰:۰۲                          | مرکب   | 17.8S 40.4W              | -۰٫۵۹۸  | ۱٫۰۰۷۶ | ۳۳         | ۰ دقیقه و ۴۹ ثانیه      |      |
| ۱۳۴   | ۳۱  | ۲۴ مه ۱۷۸۹                   | ۲۲:۱۱:۵۸                          | مرکب   | 11S 151W                 | -۰٫۵۲۹۷ | ۱٫۰۰۶۸ | ۲۸         | ۰ دقیقه و ۴۶ ثانیه      |      |
| ۱۳۴   | ۳۲  | ۶ ژوئن ۱۸۰۷                  | ۵:۱۸:۳۱                           | مرکب   | 4.7S 100.4E              | -۰٫۴۵۷۷ | ۱٫۰۰۵۵ | ۲۱         | ۰ دقیقه و ۳۸ ثانیه      |      |
| ۱۳۴   | ۳۳  | ۱۶ ژوئن ۱۸۲۵                 | ۱۲:۱۹:۰۳                          | مرکب   | 1N 6W                    | -۰٫۳۸۱۲ | ۱٫۰۰۳۶ | ۱۳         | ۰ دقیقه و ۲۵ ثانیه      |      |
| ۱۳۴   | ۳۴  | ۲۷ ژوئن ۱۸۴۳                 | ۱۹:۱۷:۰۳                          | مرکب   | 5.9N 111W                | -۰٫۳۰۳۷ | ۱٫۰۰۱۱ | ۴          | ۰ دقیقه و ۷ ثانیه       |      |
| ۱۳۴   | ۳۵  | ۸ ژوئیه ۱۸۶۱                 | ۲:۱۰:۲۶                           | حلقه‌ای | 10N 145.8E               | -۰٫۲۲۳۱ | ۰٫۹۹۷۹ | ۷          | ۰ دقیقه و ۱۴ ثانیه      |      |
| ۱۳۴   | ۳۶  | ۱۹ ژوئیه ۱۸۷۹                | ۹:۰۴:۳۲                           | حلقه‌ای | 13N 42.9E                | -۰٫۱۴۳۹ | ۰٫۹۹۴۲ | ۲۰         | ۰ دقیقه و ۳۹ ثانیه      |      |
| ۱۳۴   | ۳۷  | ۲۹ ژوئیه ۱۸۹۷                | ۱۵:۵۶:۵۸                          | حلقه‌ای | 15.3N 59W                | -۰٫۰۶۴  | ۰٫۹۸۹۹ | ۳۵         | ۱ دقیقه و ۵ ثانیه       |      |
| ۱۳۴   | ۳۸  | خورشیدگرفتگی ۱۰ اوت ۱۹۱۵     | ۲۲:۵۲:۲۵                          | حلقه‌ای | 16.4N 161.4W             | ۰٫۰۱۲۴  | ۰٫۹۸۵۳ | ۵۲         | ۱ دقیقه و ۳۳ ثانیه      |      |
| ۱۳۴   | ۳۹  | خورشیدگرفتگی ۲۱ اوت ۱۹۳۳     | ۵:۴۹:۱۱                           | حلقه‌ای | 16.9N 95.9E              | ۰٫۰۸۶۹  | ۰٫۹۸۰۱ | ۷۱         | ۲ دقیقه و ۴ ثانیه       |      |
| ۱۳۴   | ۴۰  | خورشیدگرفتگی ۱ سپتامبر ۱۹۵۱  | ۱۲:۵۱:۵۱                          | حلقه‌ای | 16.5N 8.5W               | ۰٫۱۵۵۷  | ۰٫۹۷۴۷ | ۹۱         | ۲ دقیقه و ۳۶ ثانیه      |      |
| ۱۳۴   | ۴۱  | خورشیدگرفتگی ۱۱ سپتامبر ۱۹۶۹ | ۱۹:۵۸:۵۹                          | حلقه‌ای | 15.6N 114.1W             | ۰٫۲۲۰۱  | ۰٫۹۶۹  | ۱۱۴        | ۳ دقیقه و ۱۱ ثانیه      |      |
| ۱۳۴   | ۴۲  | خورشیدگرفتگی ۲۳ سپتامبر ۱۹۸۷ | ۳:۱۲:۲۲                           | حلقه‌ای | 14.3N 138.4E             | ۰٫۲۷۸۷  | ۰٫۹۶۳۴ | ۱۳۷        | ۳ دقیقه و ۴۹ ثانیه      |      |
| ۱۳۴   | ۴۳  | خورشیدگرفتگی ۳ اکتبر ۲۰۰۵    | ۱۰:۳۲:۴۷                          | حلقه‌ای | 12.9N 28.7E              | ۰٫۳۳۰۶  | ۰٫۹۵۷۶ | ۱۶۲        | ۴ دقیقه و ۳۲ ثانیه      |      |
| ۱۳۴   | ۴۴  | خورشیدگرفتگی ۱۴ اکتبر ۲۰۲۳   | ۱۸:۰۰:۴۱                          | حلقه‌ای | 11.4N 83.1W              | ۰٫۳۷۵۳  | ۰٫۹۵۲  | ۱۸۷        | ۵ دقیقه و ۱۷ ثانیه      |      |
| ۱۳۴   | ۴۵  | خورشیدگرفتگی ۲۵ اکتبر ۲۰۴۱   | ۱:۳۶:۲۲                           | حلقه‌ای | 9.9N 162.9E              | ۰٫۴۱۳۳  | ۰٫۹۴۶۷ | ۲۱۳        | ۶ دقیقه و ۷ ثانیه       |      |
| ۱۳۴   | ۴۶  | خورشیدگرفتگی ۵ نوامبر ۲۰۵۹   | ۹:۱۸:۱۵                           | حلقه‌ای | 8.7N 47.1E               | ۰٫۴۴۵۴  | ۰٫۹۴۱۷ | ۲۳۸        | ۷ دقیقه و ۰ ثانیه       |      |
| ۱۳۴   | ۴۷  | خورشیدگرفتگی ۱۵ نوامبر ۲۰۷۷  | ۱۷:۰۷:۵۶                          | حلقه‌ای | 7.8N 70.8W               | ۰٫۴۷۰۵  | ۰٫۹۳۷۱ | ۲۶۲        | ۷ دقیقه و ۵۴ ثانیه      |      |
| ۱۳۴   | ۴۸  | خورشیدگرفتگی ۲۷ نوامبر ۲۰۹۵  | ۱:۰۲:۵۷                           | حلقه‌ای | 7.2N 169.8E              | ۰٫۴۹۰۳  | ۰٫۹۳۳  | ۲۸۵        | ۸ دقیقه و ۴۷ ثانیه      |      |
| ۱۳۴   | ۴۹  | ۸ دسامبر ۲۱۱۳                | ۹:۰۳:۲۷                           | حلقه‌ای | 7.1N 48.9E               | ۰٫۵۰۴۹  | ۰٫۹۲۹۶ | ۳۰۴        | ۹ دقیقه و ۳۵ ثانیه      |      |
| ۱۳۴   | ۵۰  | ۱۹ دسامبر ۲۱۳۱               | ۱۷:۰۶:۵۱                          | حلقه‌ای | 7.6N 72.8W               | ۰٫۵۱۶۵  | ۰٫۹۲۶۷ | ۳۲۱        | ۱۰ دقیقه و ۱۴ ثانیه     |      |
| ۱۳۴   | ۵۱  | ۳۰ دسامبر ۲۱۴۹               | ۱:۱۳:۰۴                           | حلقه‌ای | 8.6N 164.7E              | ۰٫۵۲۵۳  | ۰٫۹۲۴۵ | ۳۳۴        | ۱۰ دقیقه و ۴۲ ثانیه     |      |
| ۱۳۴   | ۵۲  | ۱۰ ژانویه ۲۱۶۸               | ۹:۱۹:۰۳                           | حلقه‌ای | 10.3N 42.1E              | ۰٫۵۳۳۷  | ۰٫۹۲۳  | ۳۴۴        | ۱۰ دقیقه و ۵۵ ثانیه     |      |
| ۱۳۴   | ۵۳  | ۲۰ ژانویه ۲۱۸۶               | ۱۷:۲۳:۴۴                          | حلقه‌ای | 12.8N 80.3W              | ۰٫۵۴۲۶  | ۰٫۹۲۲۱ | ۳۵۰        | ۱۰ دقیقه و ۵۳ ثانیه     |      |
| ۱۳۴   | ۵۴  | ۲ فوریه ۲۲۰۴                 | ۱:۲۵:۲۶                           | حلقه‌ای | 16N 157.8E               | ۰٫۵۵۳۵  | ۰٫۹۲۱۸ | ۳۵۳        | ۱۰ دقیقه و ۳۸ ثانیه     |      |
| ۱۳۴   | ۵۵  | ۱۲ فوریه ۲۲۲۲                | ۹:۲۳:۱۸                           | حلقه‌ای | 20N 36.7E                | ۰٫۵۶۶۹  | ۰٫۹۲۲  | ۳۵۵        | ۱۰ دقیقه و ۱۴ ثانیه     |      |
| ۱۳۴   | ۵۶  | ۲۳ فوریه ۲۲۴۰                | ۱۷:۱۴:۱۱                          | حلقه‌ای | 24.7N 83W                | ۰٫۵۸۵۹  | ۰٫۹۲۲۸ | ۳۵۶        | ۹ دقیقه و ۴۱ ثانیه      |      |
| ۱۳۴   | ۵۷  | ۶ مارس ۲۲۵۸                  | ۰:۵۸:۲۳                           | حلقه‌ای | 30.2N 158.8E             | ۰٫۶۱۰۱  | ۰٫۹۲۳۹ | ۳۵۹        | ۹ دقیقه و ۴ ثانیه       |      |
| ۱۳۴   | ۵۸  | ۱۶ مارس ۲۲۷۶                 | ۸:۳۴:۰۲                           | حلقه‌ای | 36.4N 42.3E              | ۰٫۶۴۱۱  | ۰٫۹۲۵۳ | ۳۶۲        | ۸ دقیقه و ۲۳ ثانیه      |      |
| ۱۳۴   | ۵۹  | ۲۷ مارس ۲۲۹۴                 | ۱۶:۰۲:۲۳                          | حلقه‌ای | 43.2N 72.6W              | ۰٫۶۷۷۶  | ۰٫۹۲۶۹ | ۳۷۰        | ۷ دقیقه و ۴۲ ثانیه      |      |
| ۱۳۴   | ۶۰  | ۷ آوریل ۲۳۱۲                 | ۲۳:۱۹:۳۲                          | حلقه‌ای | 50.8N 174.7E             | ۰٫۷۲۳۱  | ۰٫۹۲۸۶ | ۳۸۵        | ۷ دقیقه و ۰ ثانیه       |      |
| ۱۳۴   | ۶۱  | ۱۹ آوریل ۲۳۳۰                | ۶:۲۹:۲۵                           | حلقه‌ای | 59N 62.9E                | ۰٫۷۷۴۲  | ۰٫۹۳۰۲ | ۴۱۲        | ۶ دقیقه و ۱۹ ثانیه      |      |
| ۱۳۴   | ۶۲  | ۲۹ آوریل ۲۳۴۸                | ۱۳:۲۹:۰۰                          | حلقه‌ای | 68.1N 48.8W              | ۰٫۸۳۳۸  | ۰٫۹۳۱۵ | ۴۶۶        | ۵ دقیقه و ۴۰ ثانیه      |      |
| ۱۳۴   | ۶۳  | ۱۰ مه ۲۳۶۶                   | ۲۰:۲۲:۰۸                          | حلقه‌ای | 77.9N 169.5W             | ۰٫۸۹۸۱  | ۰٫۹۳۲۳ | ۵۸۳        | ۵ دقیقه و ۳ ثانیه       |      |
| ۱۳۴   | ۶۴  | ۲۱ مه ۲۳۸۴                   | ۳:۰۵:۲۶                           | حلقه‌ای | 80.8N 0.8W               | ۰٫۹۷۰۱  | ۰٫۹۳۱۷ | ۱۱۱۵       | ۴ دقیقه و ۲۸ ثانیه      |      |
| ۱۳۴   | ۶۵  | ۱ ژوئن ۲۴۰۲                  | ۹:۴۴:۳۸                           | جزئی   | 67.8N 135.9W             | 1.0452  | 0.8834 |            |                         |      |
| ۱۳۴   | ۶۶  | ۱۱ ژوئن ۲۴۲۰                 | ۱۶:۱۷:۰۲                          | جزئی   | 66.8N 115.6E             | 1.1256  | 0.747  |            |                         |      |
| ۱۳۴   | ۶۷  | ۲۲ ژوئن ۲۴۳۸                 | ۲۲:۴۶:۴۷                          | جزئی   | 65.8N 8.2E               | 1.2079  | 0.6068 |            |                         |      |
| ۱۳۴   | ۶۸  | ۳ ژوئیه ۲۴۵۶                 | ۵:۱۳:۱۶                           | جزئی   | 64.9N 98.1W              | 1.2925  | 0.4621 |            |                         |      |
| ۱۳۴   | ۶۹  | ۱۴ ژوئیه ۲۴۷۴                | ۱۱:۴۰:۳۰                          | جزئی   | 64N 155.9E               | 1.3764  | 0.3182 |            |                         |      |
| ۱۳۴   | ۷۰  | ۲۴ ژوئیه ۲۴۹۲                | ۱۸:۰۸:۳۲                          | جزئی   | 63.2N 49.8E              | 1.4594  | 0.1755 |            |                         |      |
| ۱۳۴   | ۷۱  | ۶ اوت ۲۵۱۰                   | ۰:۳۸:۵۶                           | جزئی   | 62.6N 56.5W              | 1.5405  | 0.0362 |            |                         |      |